# Lake Wenatchee
Der Lake Wenatchee ist ein See im US-Bundesstaat Washington.
Der See bedeckt 1004 Hektar und erreicht eine Tiefe von 74 Metern. Der Lake Wenatchee ist die Quelle des Wenatchee River und hat den White River und den Little Wenatchee River als Zuflüsse.
Am östlichen Ende des Sees befinden sich der Lake Wenatchee State Park sowie der Lake Wenatchee State Airport.

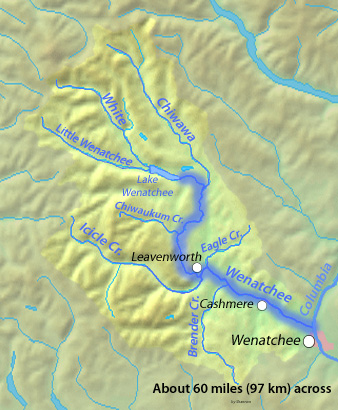
Karte des Wenatchee River